# Batticho
Batticho, también llamado Badocune o Batacho († antes de 723), conde en Alsacia. Es el segundo hijo del duque Eticho y su esposa Berswinda. Miembro de la familia noble de los Eticónidas. 

## Biografía
Un cartulario del siglo XV concerniente al monasterio de Honau y titulado Bisthumb Honaw, menciona a Batticho como segundo hijo del duque Eticho: Hettich genuit quatuor filios, Adelbertum, Battichonem, Hugonem, Hechonem.
No obstante, falta un diploma justificante que explícitamente documente la filiación de Batticho. Por el contrario, Batticho y su hijo Boro están mencionados en un documento fechado en 739 (entre marzo y octubre), en Mandeure: Boronus cede al monasterio de Weißenburg gobernado por el abad Erloaldus, la herencia de su padre Badocune: in pago Alsaciorum los pueblos de Lupstein (Lupfinstagni), Batzendorf (Batsinagmi) y una localidad no identificada (Hischaigitisagmi), así como los bienes en Wundratzheim (Uuldromodihaime), Saasenheim (Saxinhaime), Duntzenheim (Tunteshaime), Ingenheim (Inginhaime), una localidad no identificada (Patenhaime), Bappenheim (Papanhaime).
Badocune representa a la forma del nombre en caso objetivo, que se transforma en Badoco en caso nominativo. El mismo antropónimo aparece en otra parte bajo la forma Batacho. Las formas Badocune y Batacho son preferibles a Batticho, error de lectura por Batacho; en efecto, la «a» abierta de la escritura merovingia puede fácilmente ser leída «ti». Es evidente que si el autor de la Genealogia de los Eticónidas publicada en la Notitia del cartulario de Honau conoció el nombre del padre de Boro, que no figura en las actas conservadas de este monasterio, es que ha dispuesto de un texto que ya no existe o se encuentra desaparecido.

## Matrimonio y descendencia
El nombre de la esposa de Batticho se desconoce. Batticho y su mujer tuvieron un hijo:
1. Boro († después de 748); conde 723